# Дизон
Дизо́н (фр. Dison, валлон. Dizon) — коммуна в Валлонии, расположенная в провинции Льеж, округ Вервье. Принадлежит Французскому языковому сообществу Бельгии. На площади 14,01 км² проживают 14 243 человека (плотность населения — 1017 чел./км²), из которых 49,28 % — мужчины и 50,72 % — женщины. Средний годовой доход на душу населения в 2003 году составлял 9885 евро.
Почтовые коды: 4820-4821. Телефонный код: 087.